# Hesperomorpha thailandica
Hesperomorpha thailandica là một loài bọ cánh cứng trong họ Chrysomelidae. Loài này được Kimoto miêu tả khoa học năm 2000.